# 三菱・2G10
三菱・2G10は三菱自動車工業（当初は三菱重工業）によって製造されていた同社の軽自動車用の水冷2ストローク直列2気筒のガソリンエンジン。

## 概要
鋳鉄製のシリンダーブロックとクランクケースを持つ水冷エンジンで、空冷のME24型エンジンを更新（または補完）すべく開発された。1968年（昭和43年）に同社の初代ミニカ（後期型・LA23）に搭載されたのが最初で、のちに同社のミニカスキッパーや2代目ミニキャブトラック（後期型）などにも搭載され、さらに黄色ナンバーへの変わり目を経て長期にわたって生産され続けた。
ME24型から名前が大きく変わったのは、1967年（昭和42年）に三菱車内のエンジン命名規則が変更された為である。2G1は2気筒のガソリンエンジンの1系列目を示し、2G10の0は系列の一番はじめに開発されたエンジンである事を示している。なお、2G10型はハイフンと数字を形式名の後に付ける(一例として2G10-5など)事で、様々なバリエーションが存在した事を示していた。
2G10型は公式にはペットネームは存在しなかったが、搭載車種毎にエアクリーナーボックスに異なる色が塗られており、これによりレッドエンジンやゴールドエンジンという渾名で呼ばれていた。
後継は1972年（昭和47年）9月登場の2G10型の4ストローク版、2G2系シリーズ。4ストロークへの移行は自動車排出ガス規制の強化を見据えたもので、軽自動車におけるミツビシクリーンエアシステム（MCA）の決定打と位置付けられていた。しかし、1976年（昭和51年）1月に軽自動車の規格が550 ccに拡大されるまで、廉価グレード向けのエンジンとして2G10型は製造され続けた。

## 性能諸元
| エンジン形式      | エンジン形式                        | 2ストローク 直列2気筒              |
| 排気量            | 排気量                              | 359 cc                             |
| ボア x ストローク | ボア x ストローク                   | 62.0 x 59.6 mm                     |
| 燃料              | 燃料                                | オートミックス分離給油式・ガソリン |
| 最大出力          | 2G10 ミニカ LA23 スーパーデラックス | 23 PS (17 kW) / 5500 rpm           |
| 最大出力          | 2G10-1 初代"レッドエンジン"         | 28 PS (21 kW) / 6000 rpm           |
| 最大出力          | 2G10-2 "ゴールドエンジン"           | 38 PS (28 kW) / 7000 rpm           |
| 最大出力          | 2G10-4 二代目 "レッドエンジン"      | 34 PS (25 kW) / 6500 rpm           |
| 最大出力          | 2G10-5 三代目 "レッドエンジン"      | 31 PS (23 kW) / ? rpm              |
| 最大トルク        | 2G10 ミニカ LA23 スーパーデラックス | 33 N⋅m (24 lb⋅ft) / 5000 rpm       |
| 最大トルク        | 2G10-1 初代"レッドエンジン"         | 35 N⋅m (26 lb⋅ft) / 5000 rpm       |
| 最大トルク        | 2G10-2 "ゴールドエンジン"           | 38.3 N⋅m (28 lb⋅ft) / 6500 rpm     |
| 最大トルク        | 2G10-5 三代目 "レッドエンジン"      | 37 N⋅m (27 lb⋅ft) / ? rpm          |

## 搭載車種
- 1968年 - 1969年 三菱・ミニカ LA23型
- 1969年 - 1976年 ミニカ A101/101V型
- 1971年 - 1972年 三菱・ミニカスキッパー A101型
- 1972年 - 1976年 三菱・ミニキャブW　T131型